# Charlotte Charlaque

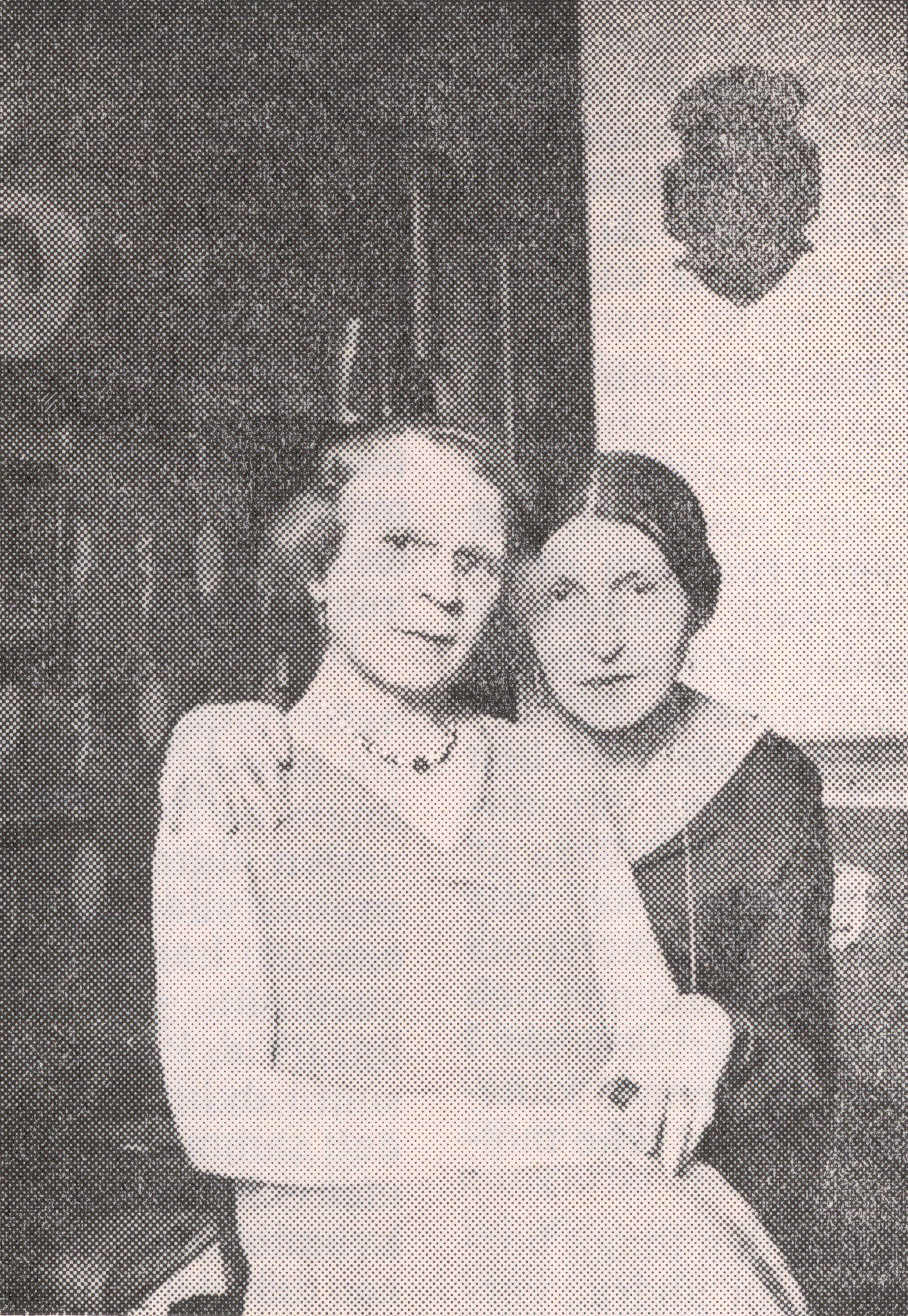
Charlotte Charlaque (rechts) und ihre Freundin Toni Ebel, um 1933. Foto: Ragnar Ahlstedt.

Charlotte Charlaque (* 14. September 1892 in Berlin; † 6. Februar 1963 in New York) war eine deutsch-amerikanische Schauspielerin. Sie war eine frühe Transaktivistin und eine der ersten Personen, die sich einer geschlechtsangleichenden Operation unterzog.

## Leben und Wirken
Charlotte Charlaque wurde als zweites Kind einer deutsch-jüdischen Familie in Berlin-Schöneberg geboren. Ihr Familienname lautete eigentlich Scharlach, und da ihre Eltern bei ihrer Geburt davon ausgingen, dass sie ein Junge sei, gaben sie ihr den Namen Curt. Die irreführende Angabe, Charlotte Charlaque sei in Mährisch Schönberg (Šumperk) im heutigen Tschechien geboren worden, beruht auf wiederholten Bemühungen Charlaques nach 1933, ihre Herkunft zu verschleiern, damit sie nicht als deutsche Jüdin bzw. als jüdische  Transfrau an Nazi-Deutschland ausgeliefert werde. Ihre richtige Geburtsurkunde hat sich 2023 ermitteln lassen.
Charlotte Charlaque wuchs zunächst in Berlin auf, wo ihr Vater eine Manufakturwarenhandlung betrieb. Er wanderte 1901 in die USA aus, und seine Frau und seine beiden Kinder folgten ihm im Jahr darauf. Die Familie ließ sich in San Francisco nieder. Nachdem sich die Eltern hatten scheiden lassen, zogen die Mutter und ihr ältester Sohn zurück nach Deutschland. Charlotte Charlaque ging zunächst nach Chicago und von dort nach New York City, wo sie sich zur Violinistin ausbilden ließ. Im Sommer 1922 kehrte dann aber auch sie nach Deutschland zurück, laut ihrem US-amerikanischen Pass, zu Studienzwecken.

### In Berlin
In ihrer frühen Berliner Zeit trat Charlotte Charlaque als Sängerin, Tänzerin und Schauspielerin auf, später arbeitete sie auch als Sprachlehrerin und Übersetzerin sowie als Rezeptionistin im Institut für Sexualwissenschaft Magnus Hirschfelds. Ihre Aufgabe bestand hier unter anderem darin, „transvestitische“ Patienten und Patientinnen bei der Auswahl ihrer Kleider zu beraten. 1929 begleitete Charlotte Charlaque Magnus Hirschfeld und dessen Lebenspartner Karl Giese auch zum dritten internationalen Kongress der Weltliga für Sexualreform (WLSR) in London.
Um diese Zeit – das heißt in den Jahren von 1929 bis 1931 – unterzog sich Charlotte Charlaque in Berlin geschlechtsangleichenden Operationen. Sie gehörte damit neben der Küchenhilfe Dora Richter und der Malerin Toni Ebel, mit denen sie befreundet war, zu den ersten drei namentlich bekannten Fällen geschlechtsangleichender Operationen weltweit. 1933 traten alle drei Frauen kurz in dem österreichischen Film Mysterium des Geschlechts von Lothar Golte auf. Ungefähr zur selben Zeit gaben Charlotte Charlaque und Toni Ebel dem schwedischen Journalisten Ragnar Ahlstedt (1901–1982) ein Interview, in dem sie Einblicke in ihre Lebenswege und ihre damaligen Lebenssituationen gewährten.

### Flucht in die Tschechoslowakei
Insbesondere mit Toni Ebel verband Charlotte Charlaque eine enge Freundschaft und um 1932 wohnten die beiden Frauen zusammen. Da Charlotte Charlaque Jüdin war, Toni Ebel Anfang der 1930er Jahre zum Judentum konvertierte und beide Frauen entschiedene Gegnerinnen des Nationalsozialismus waren, flüchteten sie im Frühjahr 1934 gemeinsam in die Tschechoslowakei, wo sie sich zunächst in Karlsbad (Karlovy Vary) und später in Brünn (Brno) bzw. Prag niederließen. Während Ebel Bilder für Kurgäste und andere Auftraggeber malte, erteilte Charlotte Charlaque Englisch- und Französischunterricht, wohl auch für Juden und Jüdinnen, die sich auf der Flucht vor der Verfolgung durch die deutschen Nationalsozialisten befanden.
Schon einige Monate vor dem Einmarsch der deutschen Wehrmacht in die Tschechoslowakei am 15. März 1939 und der Errichtung des „Protektorats Böhmen und Mähren“ spitzten sich die Ereignisse für Charlotte Charlaque und Toni Ebel zu. Bei ihnen wurden Hausdurchsuchungen durchgeführt, und insbesondere Toni Ebel galt bald als „ungebetene Ausländerin“ in der Tschechoslowakei. Der Umzug von Brünn nach Prag bedeutete nur vorübergehend eine Erleichterung für die beiden Freundinnen.
Charlotte Charlaque wurde am 19. März 1942 von der Prager Fremdenpolizei verhaftet, nachdem die Behörden in Erfahrung gebracht hatten, dass sie Jüdin war. Ursprünglich sollte sie in Theresienstadt interniert werden, eine entsprechende Kennkarte war für sie schon angelegt. Doch gelang es Toni Ebel auf bisher nicht ganz geklärten Wegen, den Schweizer Konsul in Prag davon zu überzeugen, dass ihre Freundin amerikanische Staatsbürgerin sei. Sie habe nur deshalb keine entsprechenden gültigen Ausweisepapiere mehr, weil sie sie dem amerikanischen Vizekonsul in Wien übergeben habe, um einen neuen Pass zu bekommen. Was Toni Ebel dabei verschwieg, war, dass sich der Vizekonsul in Wien geweigert hatte, den Pass Charlotte Charlaques auf einen weiblichen Namen auszustellen.
Charlotte Charlaque wurde daraufhin in das Internierungslager Liebenau überführt. Von hier aus wurde sie zusammen mit anderen nicht-deutschen Frauen und Kindern, die für den Austausch gegen Amerikanerinnen und Britinnen deutscher Herkunft vorgesehen waren, in die USA verschickt. Ihre Freundin Toni Ebel blieb allein in Prag zurück.

### In New York
Charlotte Charlaque erreichte am 2. Juli 1942 New York, wo sie bis zu ihrem Lebensende wohnen blieb. Sie war über weite Strecken von der Armenfürsorge abhängig und litt unter einer angegriffenen Gesundheit. Gleichwohl gelang es ihr, sich als Off-Broadway-Schauspielerin einen Namen zu machen und auf der Bühne Erfolge zu feiern. So trat sie etwa im September 1944 im „Continental Club and Restaurant“ in der Sullivan Street auf, wobei sie von dem deutsch-jüdischen Pianisten Fred Witt (eigentlich Sigismund Witt, 1898–1946) begleitet wurde. Unter Anspielung auf ihren Geburtsnamen nannte sie sich jetzt gern Carlotta Baronin von Curtius; unter diesem Pseudonym veröffentlichte sie 1955 auch einen Text in der homophilen Zeitschrift One. Privat stand sie in Kontakt mit dem deutsch-amerikanischen Arzt und Endokrinologen Harry Benjamin, der „Crossdresserin“ Louise Lawrence (1912–1976) und Christine Jorgensen, der im Zuge ihrer Geschlechtsangleichung 1952 große mediale Aufmerksamkeit zufiel.
Charlotte Charlaque starb am 6. Februar 1963 völlig verarmt in New York. Bei einer Trauerfeier wenige Tage später wurde sie von William Glenesk (1926–2014) in einer Gedenkrede gewürdigt, der als innovativer Geistlicher und später auch als Fürsprecher für Menschen aus dem LSBTIQ-Spektrum bekannt war.

## Darstellungen in der Kunst
In der Netflix-Filmproduktion „Eldorado – Alles, was die Nazis hassen“ (Regie: Benjamin Cantu und Matt Lambert, 2023) wurde Charlotte Charlaque von der Berliner Schauspielerin Eli Otto Kappo verkörpert. Ebenfalls 2023 schuf der Münchner Textilkünstler Philipp Gufler den Quilt # 52, den er Charlotte Charlaque widmete.